# Шкоф'я-Лока
Шкофя Лока (словен. Škofja Lokaⓘ) — місто в общині Шкофя Лока, Горенський регіон, Словенія. Висота над рівнем моря: 351,8 м.

## Історія
Місто відоме з 973 року, коли імператор Оттон II Рудий подарував територію в горах Лока єпископу Фрайзінгу. Через це поселення отримало назву Шкофя-Лока (словен. škof — єпископ). У середні віки поселення росло, займаючи територію навколо місця злиття річок Селешка Сора і Полянська Сора.
У 1274 році поселення отримало статус міста. На початку XIV століття була збудована міська стіна. У 1511 році місто було сильно пошкоджено землетрусом в Індрії.
У XVI—XVIII століттях в місто було збудовано велику кількість кам'яних будівель, більшість з яких збереглася, що принесло старому місту Шкофя-Локи славу найкращого із середньовічних міст Словенії, що збереглися.

## Галерея

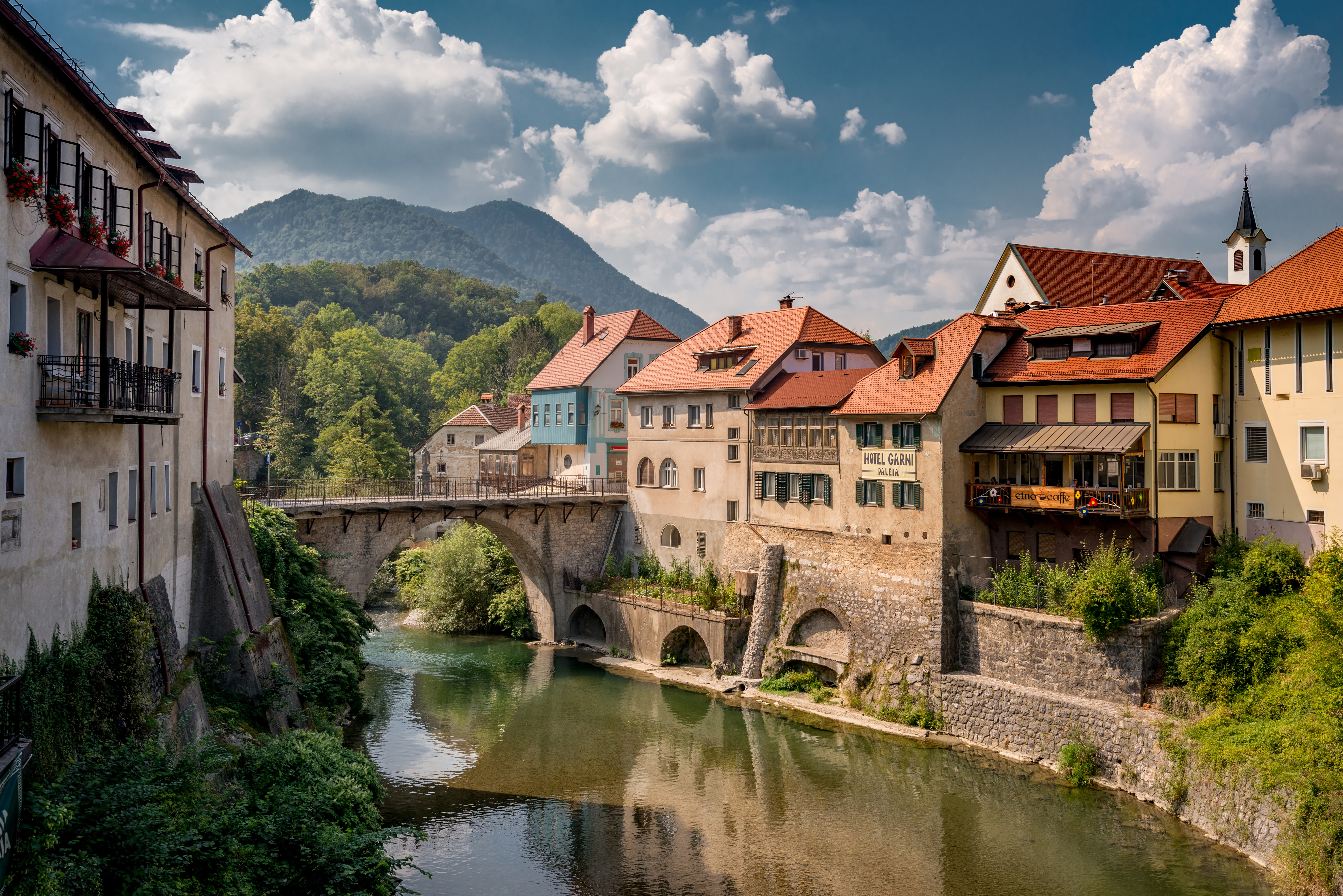
Міст капуцинів
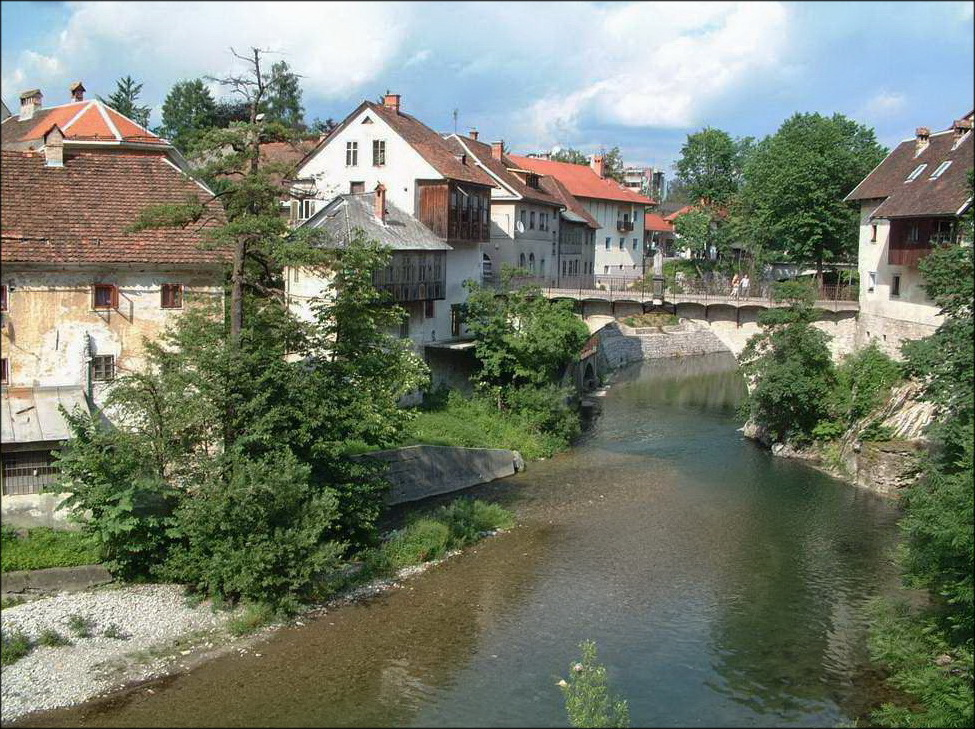
Міст капуцинів (інший ракурс)
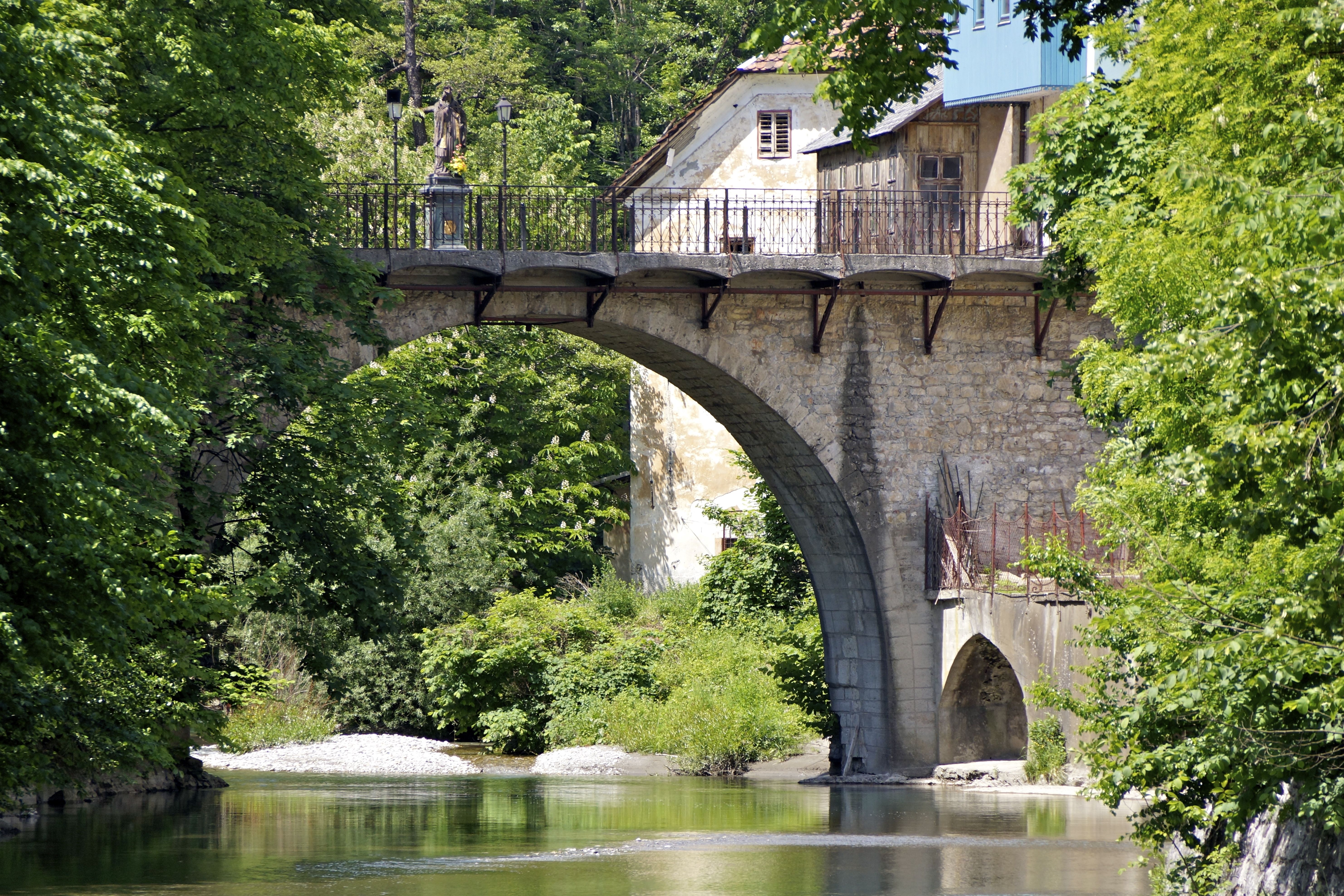
Міст капуцинів зблизька
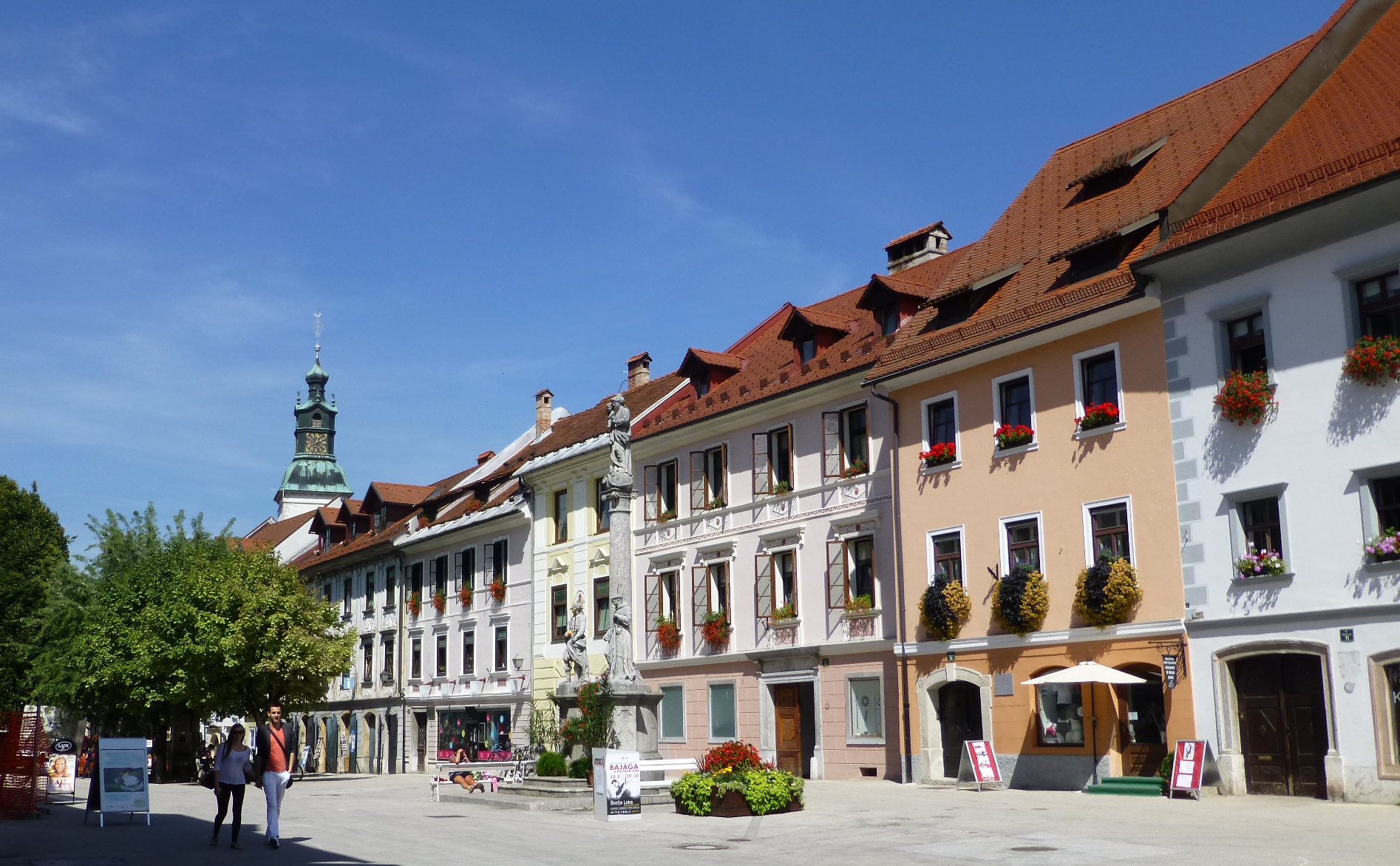
Головна вулиця
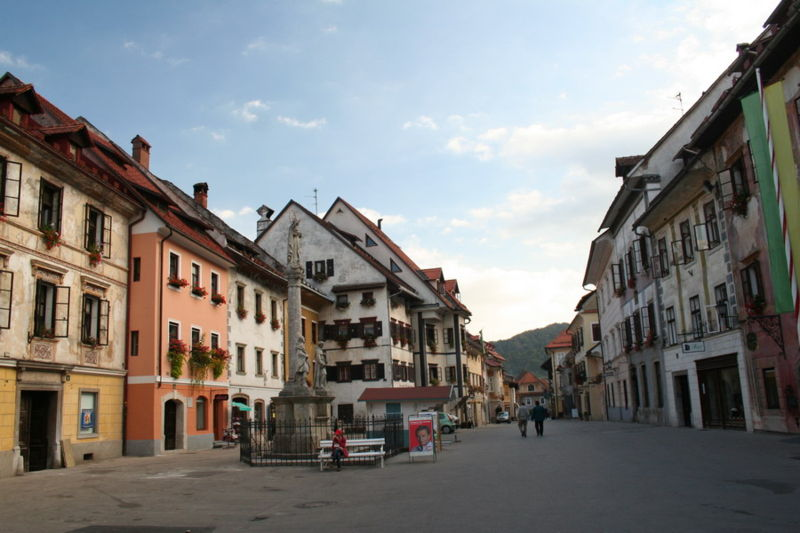
Міська площа
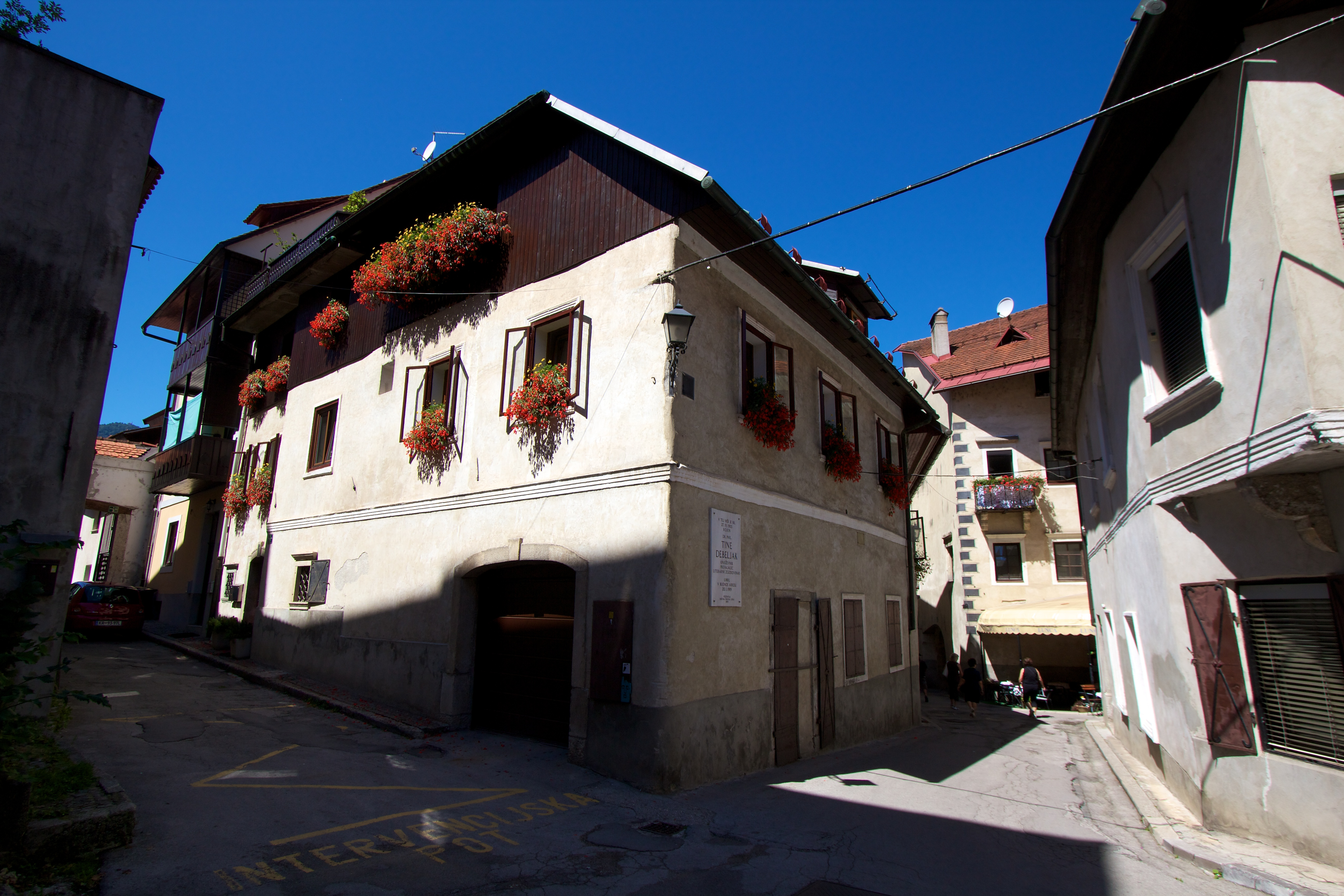
Дебеляк гауз

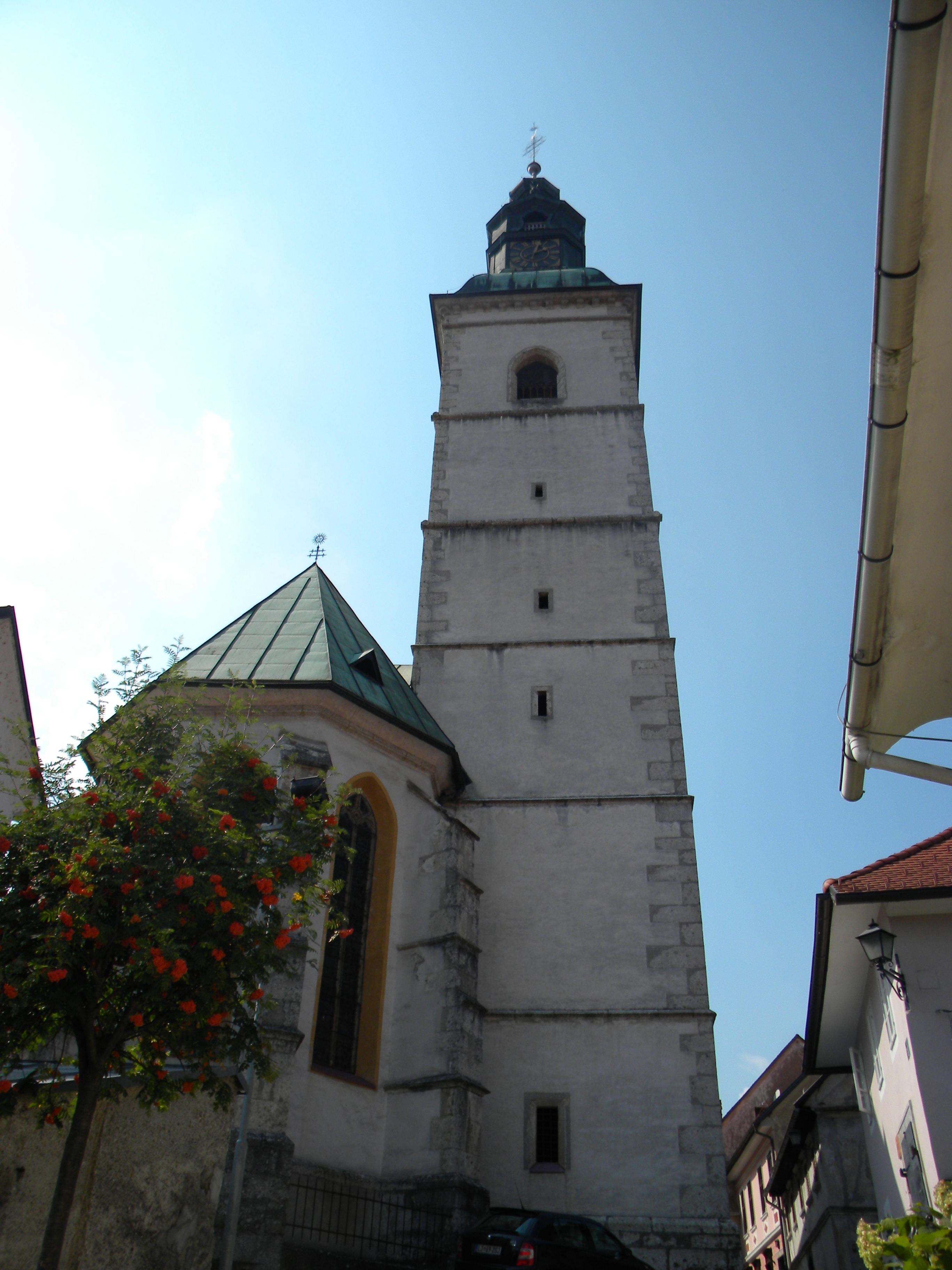
Церква Св. Якова
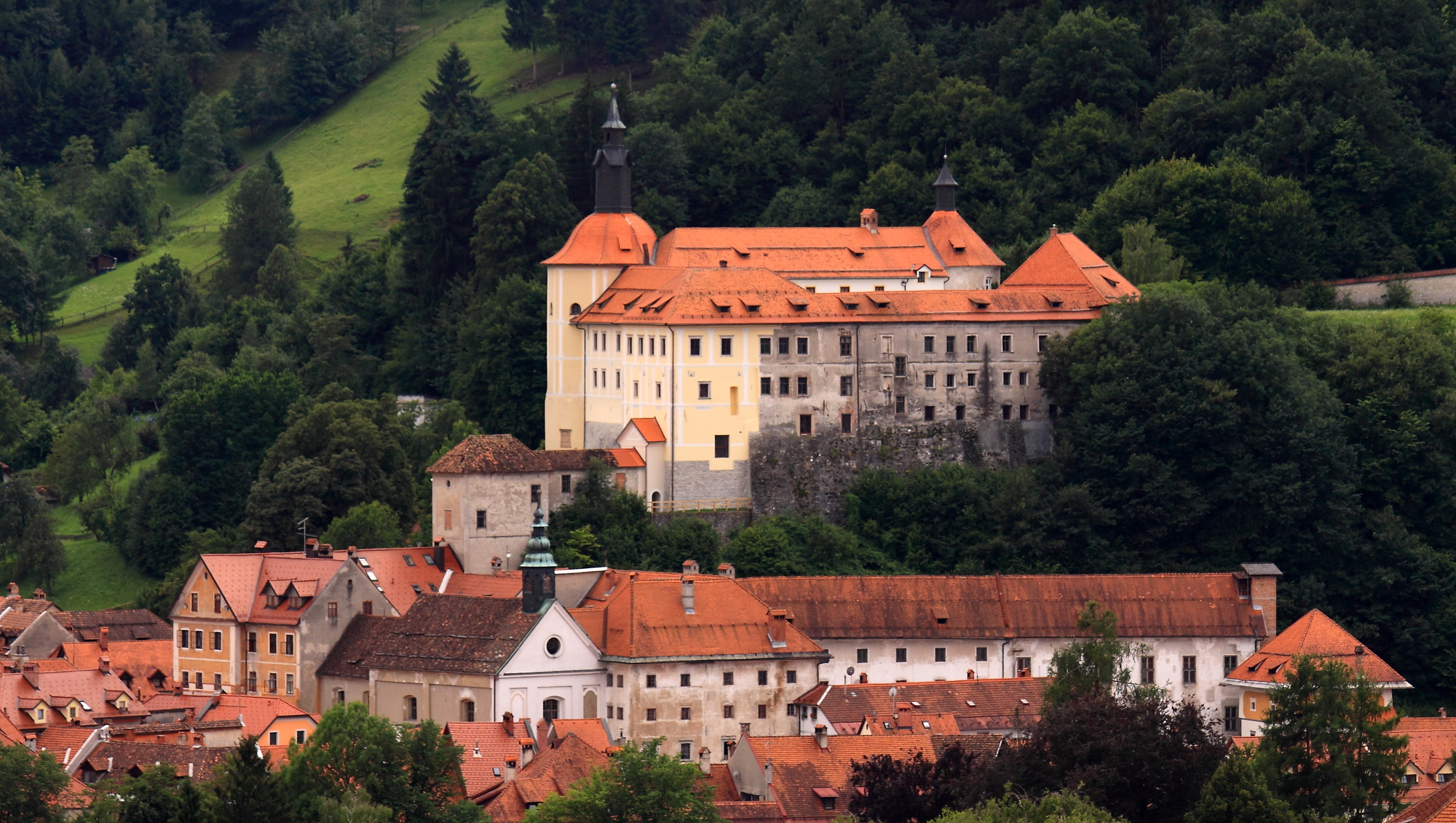
Церква непорочного зачаття
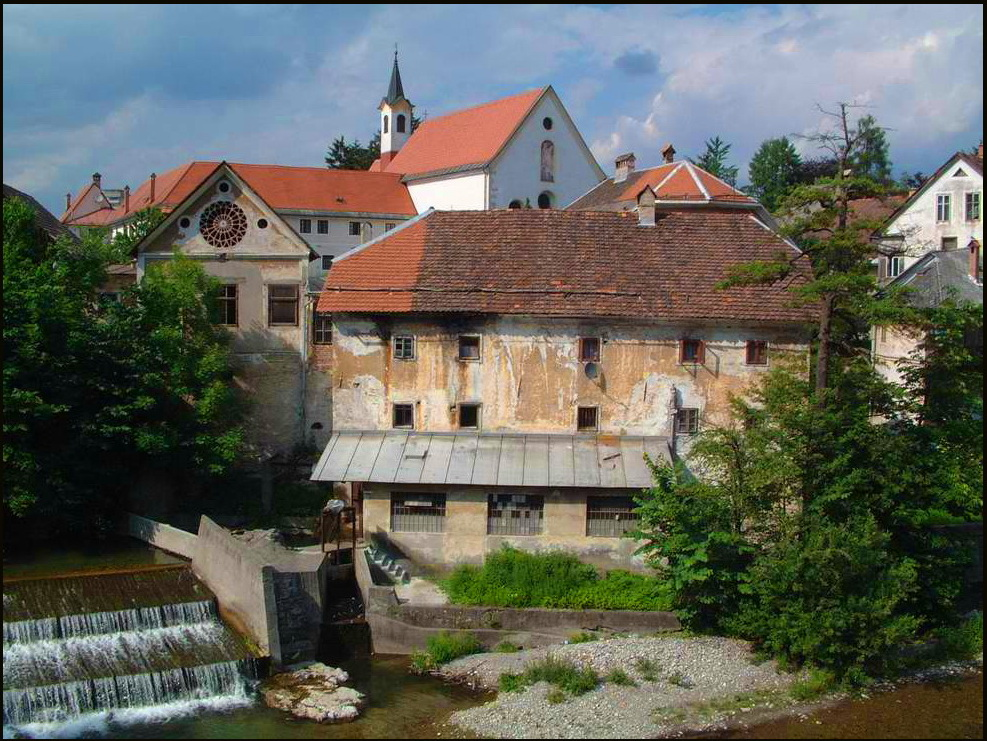
Церква святої Анни
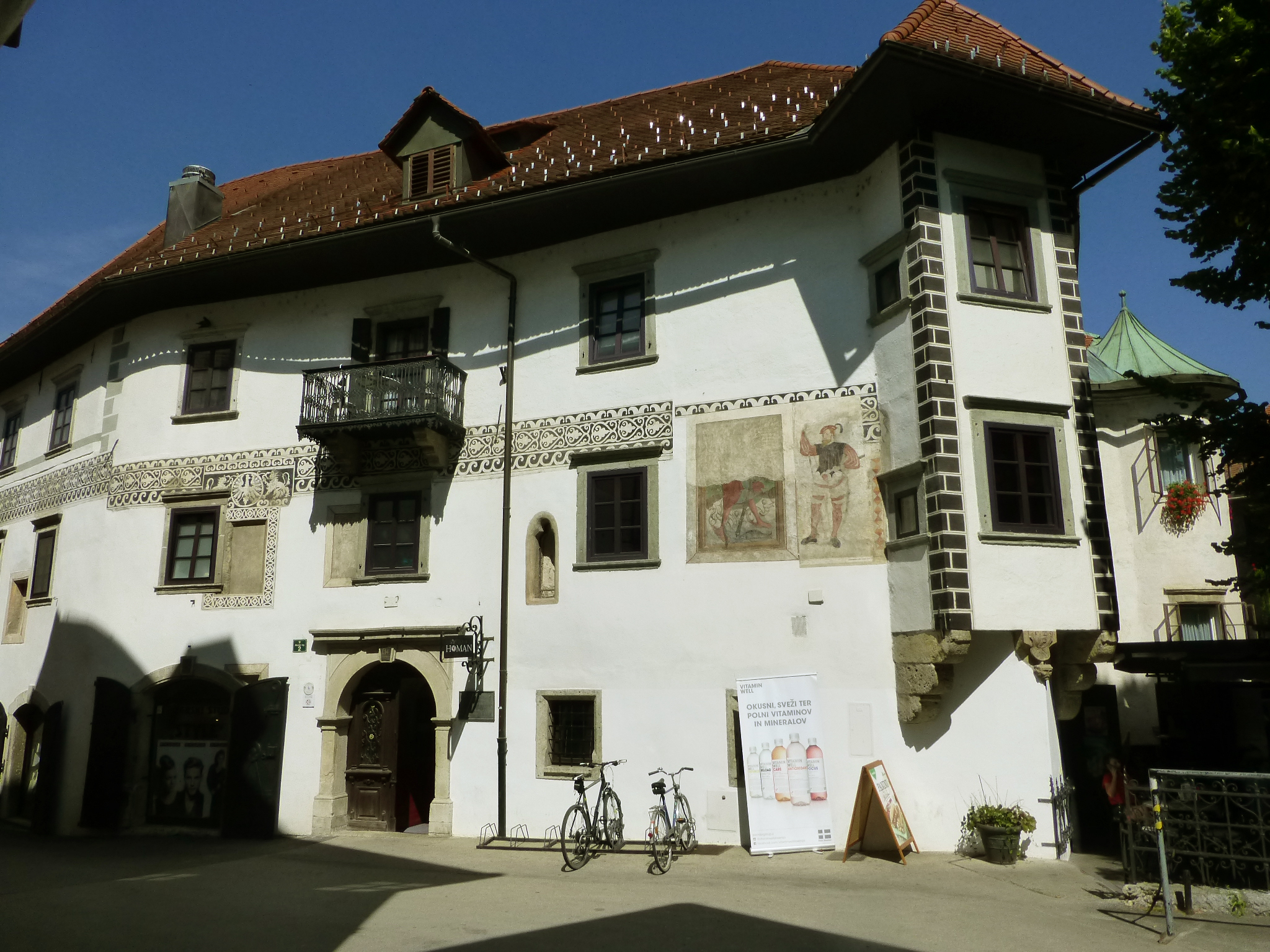
Будинок Хомана, збудований у 1529 році
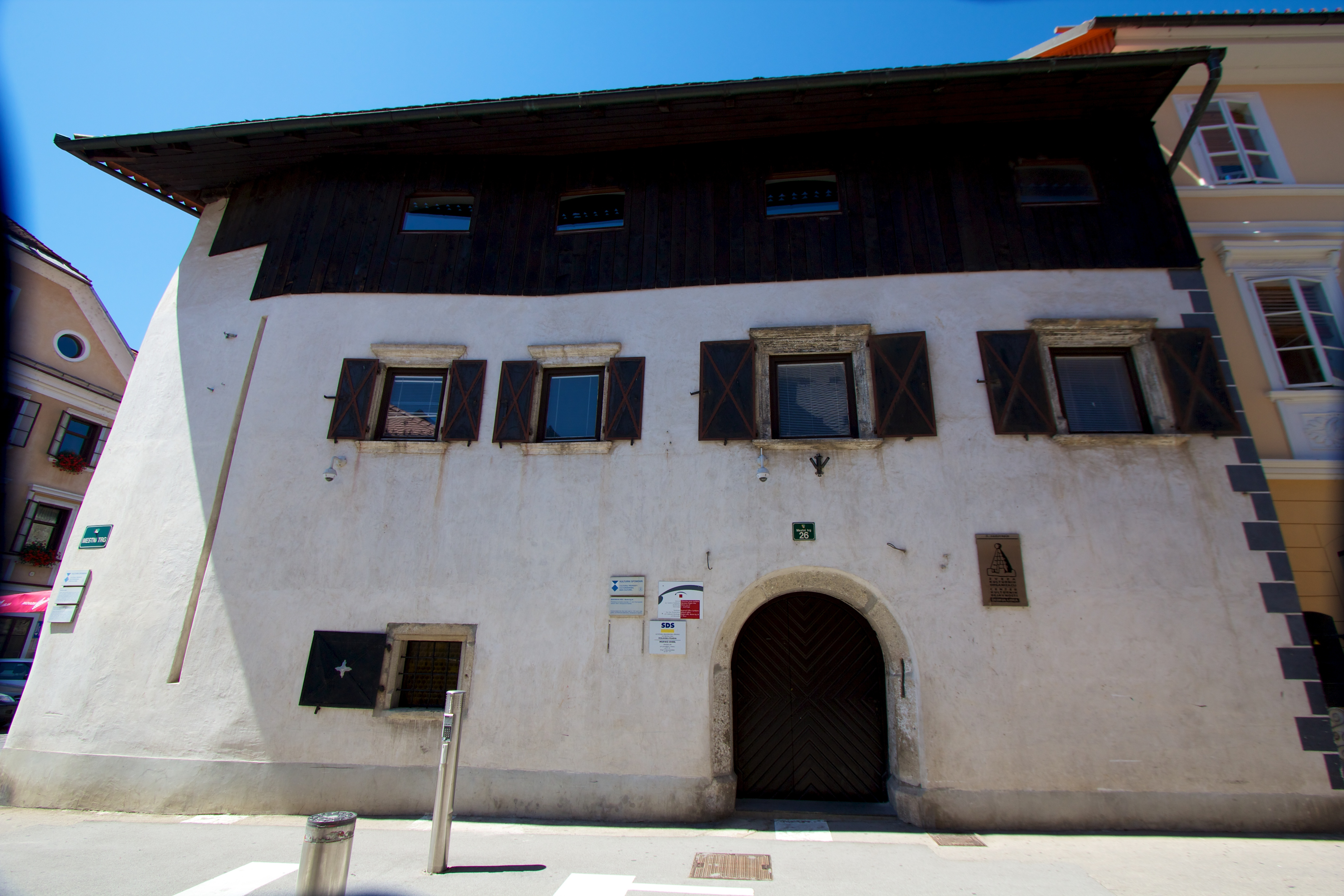
Будинок Мартіна (17 ст.)
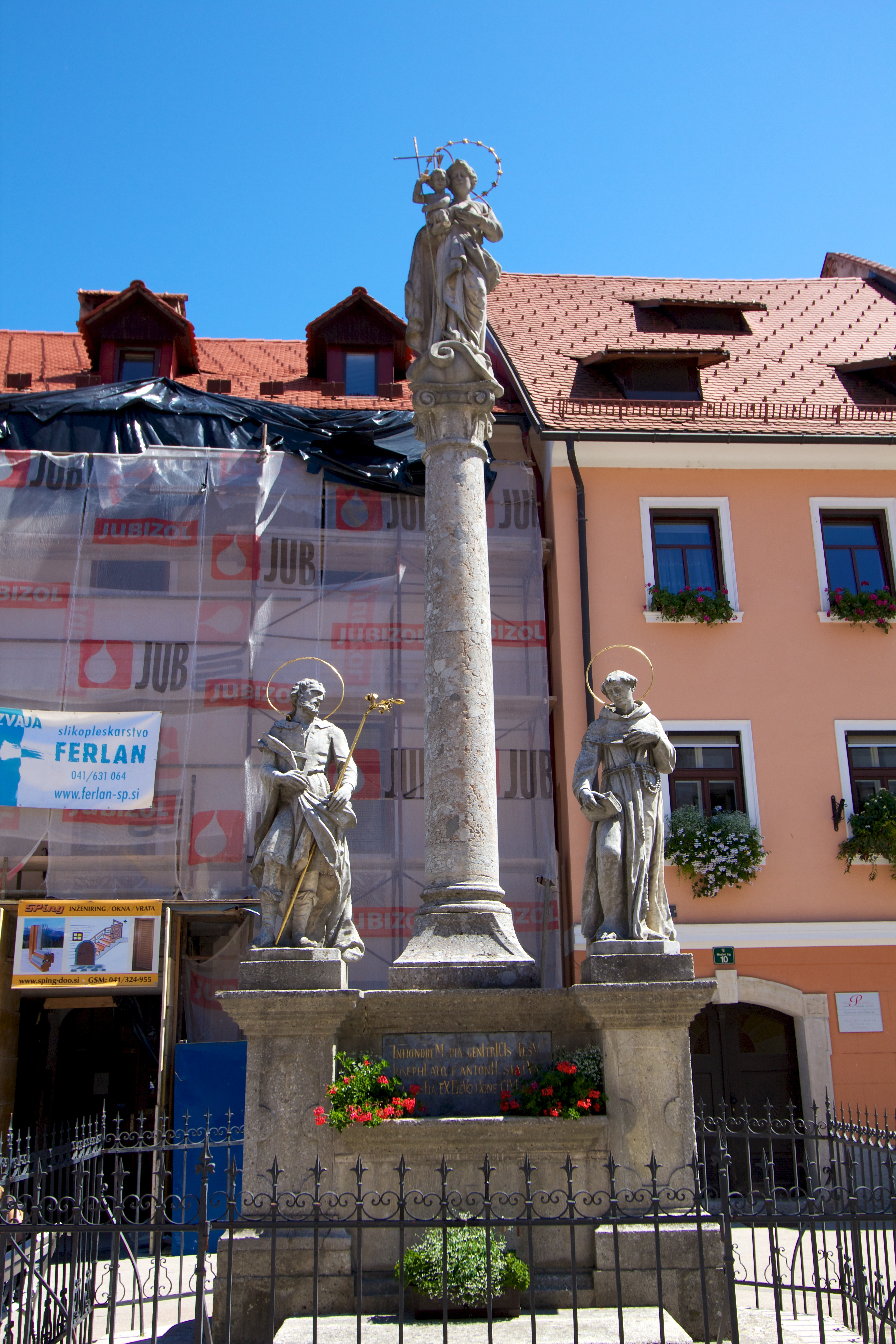
Пам'ятник святій Марії (1751)
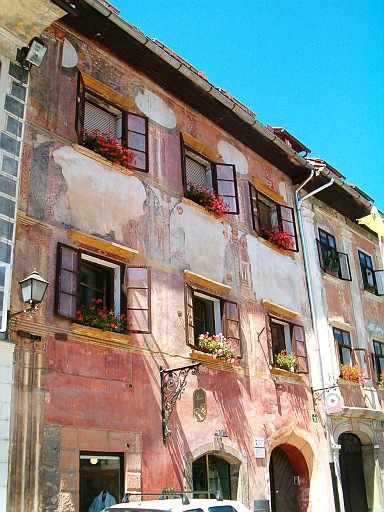
Будинок в Старому місті